# غاردنر كول
غاردنر كول (بالإنجليزية: Gardner Cole)‏ هو كاتب أغاني أمريكي، ولد في القرن العشرين.

## وصلات خارجية
- غاردنر كول على موقع IMDb (الإنجليزية)
- غاردنر كول على موقع ميوزك برينز (الإنجليزية)
- غاردنر كول على موقع ديسكوغز (الإنجليزية)